# 武装少女マキャヴェリズム
『武装少女マキャヴェリズム』（ぶそうしょうじょマキャヴェリズム）は、黒神遊夜・原作、神崎かるな・作画による日本の漫画作品。『月刊少年エース』（KADOKAWA）にて2014年5月号 から2022年8月号まで連載された。
武装した女子による男子支配が行われている学園を舞台にした反逆バトルアクション漫画。前作『しなこいっ』とは世界観を共有しており、一部のキャラクターが登場している。

## ストーリー
不良との抗争の末に納村不道が送られた「私立愛地共生学園」――彼を出迎えたのは、武装した少女達だった。女子たちによって支配された学園で、納村は自由を勝ち取るために「天下五剣」と称される強者たちと切った張ったの大立ち回りを繰り広げる。

## 登場人物
声は、テレビアニメ版の声優。

### 主人公
納村 不道（のむら ふどう）
声 - 畠中祐
本作の主人公。単身で不良集団を40人近く病院送りにする騒ぎを起こしたことで高校を退学になり、共生学園に辿り着いた。
「自由」を愛し、他者からの束縛を極度に嫌う性格であり、「天下五剣」の圧力にも平然と反抗している。 基本的に軟派な言動を貫き、自分から攻撃的な態度を取ることは無いが、理不尽な行為に対して憤る気概も持ち合わせている。暴力で他人を従わせることを嫌い、たとえ圧勝できる状況でも敢えて止めをささない。なお、名字のアクセントを頭につけて呼ばせる拘りを持つ。
元々は孤児であり、ある示現流の剣士の養子となっていたが、不道の規格外の才覚に目が眩んだ養父が度を越えた修練を繰り返したことが原因で肉体に支障をきたし、二度と剣を握れなくなった。
防刀処理が施された手袋を装着して、示現流のノウハウを応用した徒手空拳を用いる。また、示現流の奥義を肉弾戦に転用した技「魔弾」を独学で開発している。
斬々と月夜を除いた学園の生徒とは一線を画す実力を持ち、斬々の見立てでは学園屈指の実力者である「天下五剣」ですら、複数人で挑まなければ勝機は無いと称するほどである。
斬々とは初対面の時からお互いに意識していたが友人を傷つけられたことから決別した過去を持つ。共生学園で一度は顔を合わせるも、転校前の斬々は帽子で長髪を隠し白の学生服姿の男装だったため、すぐには確証が持てなかった。
天羽 斬々（あもう きるきる）
声 - 松井恵理子
本作の裏ヒロイン。人並み外れた支配欲を持ち、転校直後に輪とメアリを一蹴して、「女帝」として学園の頂点へと上り詰めた。
上地流の使い手で、強さの根幹は人体を一振りの刀に変えるまで鍛え上げる空手の究極「化身刀（タケミカズチ）」。鍛えられた鋼の身体は刀でも傷一つつかず、手刀（てがたな）で人体も切断する。さらに、脊髄反射のレベルまで高められた突き返し「自動防御（オートカウンター）」によって敵の攻撃を受けながら反撃するという剣術流派の発想にない戦い方が可能で、五剣ですら月夜以外はダメージを与えることさえも敵わない実力を持つ。
転校して来る前は男装して生活していた。勧誘を拒否した納村と戦い重傷を負わせるも「魔弾」の直撃を受け、気絶した納村に敢えてとどめをささず、自らを傷つけて痛み分けとしていた過去がある。それ以来、納村に対して執着し心をかき乱されている。戦いの中で納村が「自分だけ見ている」事に喜びを感じるヤンデレである。
挑発してきたさとりに重傷を負わせたのを皮切りに蕨、輪、メアリ、月夜と五剣全員を倒すが、それに怒った納村と再び対立することになる。納村との戦いでは「自動防御（オートカウンター）」を封印して殴り合い最後は自ら「魔弾」を撃たせて敗北。その後、納村と距離を置くことを望み姉妹校の「誇海共生学園」に編入する。
キャラクター名の由来は刀剣「天羽々斬」から。

### 愛地共生学園

#### 天下五剣
武装女子のトップに君臨する五人の女剣士。名称や特徴などに、刀の天下五剣にまつわる要素が設定されている。
鬼瓦 輪（おにがわら りん）
声 - 高田憂希
本作のメインヒロイン。五剣の筆頭で、学園から外に出るために必要な外出許可証を管理している。何故か納村のことは頭にアクセントをつけずに呼ぶ（間違っていることは把握してはいる）。
幼少時から般若の面を常に装着しているが、納村や斬々との戦いで面は割れ続け、今では右目の部分を残すのみとなっている。鬼面は愛人と蒸発した父親に似た外見を嫌った母親に着けることを強要されたもので、家を出て寮住まいになった後も外せないでいる。
鹿島神傳直心影流の使い手で、呼吸操作で内筋をコントロールする「阿吽の呼吸法」によって威力を底上げされた斬撃は五剣随一の重さを誇る。
真面目で誇り高い性格だが、男女の関係については極めて初心。転校直後に納村に勝負を仕掛けるも返り討ちにあい、その際にアクシデントで唇を奪われたことで、彼を意識するようになる。納村に私服姿が見たいと言われたのをデートに誘われていると勘違いして許可証を渡す。その後、納村の生活管理をすると言い出し、送り迎えや荷物検査などを毎日行っている。
モデルとなった天下五剣は鬼丸国綱。
亀鶴城 メアリ（きかくじょう メアリ）
声 - 北原沙弥香
本作のヒロインの1人。フランス人と日本人のハーフ。
日本語が不得意で辞書を常に所持している。また、興奮すると無意識にフランス語を使用する癖がある。
フェンシングの使い手で、戦闘時には神経の集中するところを狙い、喜々としながら相手を痛めつける五剣随一のサディスト。特に「ぶりぶり」と呼ばれる拷問を好む。
ライバルである輪を破った納村に挑むが敗れてしまう。男性はケダモノとしか見ていなかったが、納村の主義を優先する心得に胸を撃たれ、意識するようになり、監視矯正に交ざると言い出す。
輪よりは世慣れた言動を見せるが、お嬢様育ちのせいもあり、やはり男女関係については妄想が暴走気味。
モデルとなった天下五剣は大典太光世。
花酒 蕨（はなさか わらび）
声 - 日高里菜
五剣最年長の少女。ペットの熊である『キョーボー』とのコンビネーションで戦う「クマ剣法」を得意とする。
タイ捨流の使い手で、棒手裏剣や目潰し跳躍などで相手を撹乱する。心理戦で揺さ振りをかけるなど頭の回転も速い。
学園の治安維持を理由に矯正対象の関係者も平気で巻き込み騒動を起こし、他の五剣担当領域にも干渉してくるため、生徒達からも話の通じる相手ではないと認識されている。そうした行動は熊を飼うことを通すために誰よりも恐れられようと露悪的に振る舞っているためで、根は理知的で最上級生としての責任感を持ち、取り巻きたちからも慕われている。
修学旅行のハワイから戻った後、そりが合わない輪とメアリを納村と親しくなったのを理由に監査対象にし、ワラビンピックを開催。納村たち3人と花酒三獣士を戦わせるが、第一種目の相撲勝負でキョーボーのまわしが外れあっさり終了。準備が無駄になった腹いせに取り巻き全員を校舎に配置しを全面対決を挑むが、さとりに取り巻きたちを全滅させられてしまい、納村がキョーボーを相手にしていると同時に自分は輪と対決しキョーボー共々敗北。
その後、自分の権威が失墜しないように情けを掛けた納村に感謝して、さとりにあらぬ濡れ衣を着せられ、輪とメアリと仲たがいした納村を助けて無実の証明に協力する。
眠目姉妹と斬々の戦いを目撃した際は、五剣最年長としての責任感からいち早く駆けつけるも、斬々にキョーボーや三獣士共々惨敗し、目を切り裂かれる重傷を負う。幸い、傷は眼球まで届いておらず手術によって回復した。
モデルとなった天下五剣は童子切安綱。
眠目 さとり（たまば さとり）
声 - 西田望見
五剣一の不思議少女。無邪気かつマイペースでなにを考えているかわからない。帯刀ベルトを持たず、数珠のようなアクセサリーに刀を差して携帯している。
広い視野と高い観察眼を持ち、「天通眼」の異名を持つが、他人の感情が理解できず「化け物」と呼ばれる。策略家で学年・クラスを問わず信望者を作り、嗜好品の調達で男子生徒ともつながりを持つ。斬々からは「五剣でもっともマキャヴェリズムを体現している」と評されるが、同時に周囲に馴染めないため支配することで自分の居場所を作り、支配体制の維持のためわざと敵を作っていると分析され「理念も理想も理由もない敵を求め彷徨う亡霊」と評されている。
警視流の使い手で、得意技は各流派の共通部分を使って技をつなげていく「剣術文字鎖」。また、攻撃の際も気配が変化せず、広い視野を生かして目線を外しながら攻撃するので、手の内を読むことが難しい。単身で蕨の取り巻きを全滅させる実力を持ち、五剣のなかでも戦力は1、2を争うと言われている。
本名は「ミソギ」で子どもの頃はオドオドした少女だったが、姉の「さとり」にジャングルジムから突き落とされそうになって、逆に突き落したのをキッカケに姉の振る舞いを真似るようになり、母親も「さとり」と呼ぶようになった。
自分と納村のスキャンダル写真を捏造し納村と輪・メアリを仲たがいさせる。修正前のデータを手に入れようとする納村と大浴場で戦い敗北するが、負けても容易にデータを壊せるため大浴場を戦場に選んだことを明かし納村を脅す。しかし、輪を泣かせたことに怒る納村を気に入って輪とメアリに真相を話した。
捏造写真を斬々にも送りつけて挑発するが、怒った斬々にまるで歯が立たず惨敗。その際、姉が身を挺して自分をかばったことにショックを受ける。
斬々との戦いが終わった後、病室にお見舞いに来てくれた納村の言葉で吹っ切れて自分らしく生きることを決意した。
モデルとなった天下五剣は数珠丸恒次。
因幡 月夜（いなば つくよ）
声 - 日岡なつみ
五剣最年少の少女。盲目だが聴覚が優れており、教室からでも納村の戦闘を音で観察している様子。口癖は「がっかりです」
五剣唯一の中等部生徒だが飛び級しているため実年齢は更に幼い小学生程度。引きこもりがちで、会議にもほとんど出席しない。学園の治安維持には関心を持たず、自分に関わりのある人間が巻き込まれない限りは放置している。
薬丸自顕流居合の使い手で、「抜即斬」と謳われる居合術は不可視の「雲耀」の域まで達している。神速の抜刀術である雲耀【瞬光（しゅんこう）】を操り、その速さは三太刀をほぼ同時に叩き込めるほど。他の五剣とは一線を画す実力者で内心恐れられ、納村も「命がいくらあっても足りん」と評している。
他のメンバーと異なり、学園長からの依頼で、個人的に納村を監視している。自分の世話役が管理する女子寮に2度侵入し、呼び出しをすっぽかしたあげくに話の途中に逃げた納村に腹を立てるが、斬々に追い詰められたところを助けられて、納村と斬々の戦いの後、納村を師匠になって矯正すると言い出す。魔弾の改良型をやってみせたことで師匠と認められる。また、納村が胸について指摘したら、切りかかろうとするため胸のことを気にしている節がある。（貧乳）
モデルとなった天下五剣は三日月宗近。

#### 五剣の取り巻き
百舌鳥野 のの（もずのの のの）
声 - 伊藤美来
輪の妹分。五剣次席筆頭の中等部生徒。武器は警棒で直心影流小太刀の技の使い手。
押し倒される形になった輪を助けようとして納村を背後から殴打し輪が納村とキスする羽目になった。輪の部屋に侵入した納村に挑むが、蝶華とのなれない連携のすきを突かれて魔弾を食らい敗北。蕨との全面対決では納村に負傷して戦えない自分の分も頑張って欲しいと頼む。語尾に「〜のですっ」をつけた話し方をする。
鵜薔薇咲 蝶華（うばらがさき ちょうか）
声 - 小日向茜
メアリの妹分。次期五剣の中等部生徒。生粋の日本人だがウイッグとカラーコンタクトを着けて「蝶華・U・薔薇咲」を自称している。通称「ウーチョカ」。
武器は鞭で先に行くほど細る形状によって振り回せば先端は刃物と化す。ただし、連携には不向き。ののとともに納村に挑むが、なれない連携のすきを突かれて敗北。蕨との全面対決では納村に負傷して戦えない自分の分も頑張って欲しいと頼む。
キョーボー
声 - 藤田咲
花酒蕨のペットの熊。芸達者でボクシングの使い手。花酒三獣士に数えられている。
ゆるキャラのようなかわいらしい外見だが、恐怖心や偏見を持つ者には恐ろしい外見に見える。ワラビンピックで納村に敗れて以来、懐くようになった。性別はメスで今年、子供の『ドォーモー』を産んだ。
東狐 常美（とうこ つねみ）
声 - 澤田美晴
花酒三獣士の一人。高等部3年所属。鉄扇術の使い手。
語尾が「～ん」となっているのが特徴である。
狸原 絹衣（たぬきはら きぬえ）
声 - 山田悠希
花酒三獣士の一人。高等部3年所属。
天道流の使い手で、二刀警棒を武器として使用する。普段から耳に鉛筆をかけている。
猿渡 ニコ（さるわたり ニコ）
声 - 山田奈都美
高等部3年所属。常にゴーグルを着用している。花酒三獣士と行動を共にしている。
メカニックマンであり、武器にモンキーレンチやナットを使用している。
なお、この4人(？)を含めて34人の配下こそが本来の花酒三獣士（三十四）であり、曰く「WRB34（ワーラービーサーティーフォー）」。
眠目 ミソギ（たまば ミソギ）
声 - 西田望見
さとりの親衛隊「覆面女子」リーダー。ホッケーマスクを着けている。
吹矢術の使い手で、竹筒は毒を塗った針を飛ばすほかに、打撃武器にも使え遠近両方をこなす。
正体はさとりの姉で本当の「さとり」。自分から何もかも奪っていく妹の「ミソギ」が嫌いで、子どもの頃にジャングルジムから突き落とそうとするが、逆に突き落とされたのが切っ掛けで振る舞いが逆転して名前も交換している。
原作では突き落とされた時に顔面を傷つけ、その傷跡が残っている。

#### 教職員
エヴァン・マリア・ローゼ
声 - 藤田咲
女子寮の寮母長。盲目な月夜の個人的な世話役でもある。
藤林 祥乃（ふじばやし ゆきの）
声 - 能登麻美子
愛地共生学園の学園長。納村に対して、月夜を通して独自に監視させるなど、他の矯正対象とは異なる対応を取っている。
鳴神 虎春（なるかみ こはる）
声 - 喜多村英梨
愛地共生学園の理事長。月夜の腹違いの姉。
剣鬼一族「鳴神家」の当主で、脊髄反射の速度を誇る斬々の手刀を軽々と見切るほどの動体視力を持つ。極度のブラコン。

#### その他の生徒
増子寺 楠男（ますこでら くすお）
声 - 太田哲治
納村のルームメイト。納村の破天荒な行動をいつも心配している。初対面では顔のデカさで『大仏様』と言われた。周りからは「マスコ」と呼ばれている。
物資の調達のためにさとりと協力関係を結んでいる。蕨がワラビンピックを開催した際、納村への人質として磔にされたが、さとりによって救出されるが、その引き換えとして、さとりと納村のスキャンダル写真のねつ造を行う際、納村の夕食に薬を盛ることを命令される。そのことに負い目を感じ、罪滅ぼしとして、さとりに納村の外出許可証に判を押すように掛け合った。
アニメでは、さとりの親衛隊と同じ覆面をかぶっている場面がある。
倉崎 佐々（くらさき さっさ）
声 - 花井美春
納村のクラスメイト。輪に協力して納村を捕らえようとするが、下着を覗かれた隙を突かれ取り逃がす。納村からは「サッキー」や履いている下着の色から「むらさきちゃん」等と呼ばれている。
右井 右井（みぎい うい）
声 - 武藤志織
納村のクラスメイト。語尾に「ような」とつける喋り方が特徴。自分の下着の色を真顔で答えるなど、羞恥心に乏しい。納村からは「ミッキー」と呼ばれている。

### 誇海共生学園

#### 六王剣
埜々邑 早雉（ののむら きぎす）
六王剣の代表。「酩酊王」の名を持つ。
納村とは幼馴染で同門だが、殺したいほど憎んでいるという。足が悪く小学生の頃には納村が彼に合わせて歩いていた。
霧崎 千鳥（きりさき ちどり）
六王剣の一人。「若年王」の名を持つ。道雪の妹。兄を傷つけた天羽と暴行のきっかけとなった納村に復讐を目論んでいる。二人を追いかけるが、間違えて誇海共生学園に転校する。早雉の勧誘を受けて空席の六王剣の座に就いた。
カラリパヤットの使い手で、蹴り技や傘による棒術に鋼鞭剣ウルミなどによる多彩な技を使う。
早雉が愛知共生学園との口火を切ったら、天羽と戦わせてくれるという約束をしていたが、自分たちが転入したときには天羽がすでにいないことを後に知り激昂する。そのため、納村を早々に倒して天羽のところに向かおうとしたが、ののと蝶華が｢納村はすでに本校の生徒｣という理由から庇ったため、2人と戦闘になる。
龍造寺 青（りゅうぞうじ あおい）
六王剣の一人。「舞踏王」の名を持つ。早雉同様に納村と昔馴染み。
倭刀術の使い手であり、幼い頃学んでいたバレエ足底筋群により反力を斬撃に乗せること重い一撃を繰り出していく。
仲宗根 小雪（なかそね こせつ）
六王剣の一人。「喧嘩王」の名を持つ。丸眼鏡をかけた三つ編みおさげの女生徒。女族「喧嘩王」の総長で特攻服を身に纏っている。総長として乱暴な言葉使いをしているが、ところどころで育ちの良さを感じさせる。掲げている目標は｢全国制覇｣。
武器は金属バットだが天然理心流の使い手で、車構から速読で鍛えた「瞬間視」により、バッティングの要領で敵のあらゆる攻撃を見てから打ち落とすことができる。
来栖 聖愛（くるす せいら）
六王剣の一人。「親愛王」の名を持つ。法衣のような服を身に纏っている。自身のことを｢ママ｣と呼び、同級生や下級生を溺愛しているが年上は守備範囲外。
ロングソードを武器にする西洋剣術の使い手で、ナチュラルハイを起こしやすい体質。
宗田 憂（そうだ うき）
六王剣の一人。「尊厳王」の名を持つ。中等部から六王剣に抜擢されて代表にまで上り詰めたが埜々邑に代表の座を奪われた。目標は｢学園統一天下布武｣。
伯耆流の使い手で、座業を得意とし左利きを利用した居合は初見殺しとされている。

#### 一般生徒
入間 無骨（いりま ぶこつ）
宗田の部下の元六王剣。早雉と青に敗北し六王剣の座を退いた。
佐分利流の使い手で、六剣王時代は剣を使っていたが本来の獲物は鍵槍。
榛名 アーノルド（はるな アーノルド）
宗田の部下の元六王剣。早雉と青に敗北し六王剣の座を退いた。
ポールアックスを武器にする西洋剣術の使い手で、一部技術が共通するクレイモアも使える。
古波蔵 紫苑（こばくら しおん）
宗田の部下の元六王剣。早雉と青に敗北し六王剣の座を退いた。
ファルシオンとバックラーを武器にする西洋剣術の使い手。

### その他の登場人物
霧崎 道雪（きりさき みちゆき）
声 - 重松千晴
納村の友人。納村に学校の案内をしようとするが、それを理由に納村が天羽の誘いを断ったことで、気を害した天羽に暴行を受け、納村と天羽の決別する原因となった。
兼森 いずみ（かなもり いずみ）
女族「喧嘩王」の副長。

## 用語
私立愛地共生学園
舞台となる学園。元々は女子校だったが、共学になった際に「共生」することになる男子生徒を恐れた女子生徒のための風紀組織『天下五剣』が活躍するに伴い、各学校の問題児を招き入れては「矯正」させる更生施設のような側面を持つに到った。外出も満足にできないほどの生活を「強制」される。
女子生徒のほとんどが武器の携帯を許可されており、『天下五剣』に任命された生徒は帯刀も許可される。男子生徒はそうした女子生徒を恐れて恭順の姿勢として化粧で女装している。
粛清などの天下五剣の活動は合議の末に行われるが、同数票の場合は年長者の意見が優先される。また、外出も天下五剣の許可が必要となり、輪の持つ許可証に全員の判を押してもらう必要がある。
私立誇海共生学園
北海道にあるもう一つの共生学園。元は男子校。
魔弾
納村の必殺技。寸勁の類の技で、仙腸関節の稼働による推進力を掌まで螺旋に伝え、相手に接触した状態でも威力を放つ。威力は絶大で相手に当たれば衝撃で呼吸困難などを引き起こし、戦闘不能となる。
納村は徹底的に鍛錬した結果、いかなる体勢で左右どちらの手でも放てる。ただし、距離が空いたり垂直に打ち込めないと十分な威力が発揮できず、体毛に覆われたキョーボーにはまともに打ち込むことができなかった。

## 書誌情報
- 黒神遊夜（原作）・神崎かるな（作画） 『武装少女マキャヴェリズム』 角川書店〈角川コミックス・エース〉、全13巻
  1. 2014年10月25日初版発行 ISBN 978-4-04-102229-0
  2. 2015年2月26日初版発行 ISBN 978-4-04-102877-3
  3. 2015年7月25日初版発行 ISBN 978-4-04-103449-1
  4. 2016年2月26日初版発行 ISBN 978-4-04-104088-1
  5. 2016年7月26日初版発行 ISBN 978-4-04-104537-4
  6. 2017年3月25日初版発行 ISBN 978-4-04-104538-1
  7. 2017年11月25日初版発行 ISBN 978-4-04-105638-7
    - オリジナルアニメBD付き限定版 同日発売 ISBN 978-4-04-105638-7

  8. 2018年7月24日初版発行 ISBN 978-4-04-106929-5
  9. 2019年6月25日初版発行 ISBN 978-4-04-106930-1
  10. 2020年2月26日初版発行 ISBN 978-4-04-109039-8
  11. 2020年11月26日初版発行 ISBN 978-4-04-109040-4
  12. 2021年9月25日初版発行 ISBN 978-4-04-111713-2
  13. 2022年8月26日初版発行 ISBN 978-4-04-1117149

## 舞台
2017年1月、中目黒キンケロ・シアターにて『THE LIVE READING 武装少女マキャヴェリズム』のタイトルで公演された。
キャスト
- 納村 不道 - 浅利遼太
- 花酒 蕨 - 有賀由樹子
- 因幡 月夜 - 桜咲千依
- 亀鶴城 メアリ - 大久保藍子
- 眠目 さとり - 大橋歩夕
- 天羽 斬々 - シミズアスナ
- 鬼瓦 輪 - 竹内仁美
- 増子寺 楠男 - ロバートウォーターマン
- 一宮朔、倉瀬ひまり、桜丘真衣、パディ・ライアン、山根希美

スタッフ
- 構成 - 小泉豊
- 脚本 - 高橋慶
- 音楽 - 森宗秀隆
- 舞台監督 - 笹倉宏之
- 照明 - 釣沢一衣（ふぉーすてーじ）
- 音響 - SRC
- 企画・制作 - プロジェクト ルナ

## テレビアニメ
2016年にアニメ化が発表された。2017年4月より6月まで放送された。

### スタッフ
- 原作 - 黒神遊夜・神崎かるな（KADOKAWA「月刊少年エース」連載）
- 監督 - 橘秀樹
- シリーズ構成 - 下山健人
- キャラクターデザイン - 滝本祥子
- 美術監督 - 李凡善
- 美術設定 - 坂本竜
- 色彩設計 - 岡亮子
- 撮影監督 - 廣岡岳
- 3D監督 - 齋藤威志
- 編集 - 坪根健太郎
- 音響監督 - 土屋雅紀
- 音楽 - 水谷広実
- 音楽制作 - 日本コロムビア
- 音楽プロデューサー - 穴井健太郎
- プロデューサー - 石上丈太郎
- アニメーションプロデューサー - 田部谷昌宏、加藤章
- アニメーション制作 - SILVER LINK. / CONNECT
- 製作 - 「武装少女マキャヴェリズム」製作委員会

### 主題歌
「Shocking Blue」
伊藤美来によるオープニングテーマ。作詞は森由里子、作曲・編曲は園田健太郎。
「DECIDE」
天下五剣［鬼瓦輪（高田憂希）、亀鶴城メアリ（北原沙弥香）、眠目さとり（西田望見）、花酒蕨（日高里菜）、因幡月夜（日岡なつみ）］によるエンディングテーマ。作詞は桜アス恵、作曲は武田城以、編曲は池田健仁。

### 各話リスト
| 話数           | サブタイトル                     | 脚本         | 絵コンテ   | 演出     | 作画監督                                                    | 総作画監督      |
| -------------- | -------------------------------- | ------------ | ---------- | -------- | ----------------------------------------------------------- | --------------- |
| 第一節         | 素晴らしき刃「鬼瓦輪」           | 下山健人     | 橘秀樹     | 橘秀樹   | 滝本祥子                                                    | -               |
| 第二節         | 「貞淑寮」騒乱                   | 下山健人     | 島津裕行   | 中村近世 | 服部一郎、猿渡聖加、本多弘幸 Lee Dong Wook、Hwang In Cheol  | 原友樹          |
| 第三節         | 麗しき刃「亀鶴城メアリ」         | 下山健人     | 渡部高志   | 福多潤   | 竹森由加、松本勝次、水﨑健太 大橋圭、山崎千絵               | 大島美和        |
| 第四節         | 「ワラビンピック」開幕宣言！     | 山下憲一     | 竹ノ内和久 | 矢花馨   | 坪田慎太郎、飯泉俊臣、小川浩司 吉田肇                       | 滝本祥子        |
| 第五節         | 愛狂しき刃「花酒蕨」             | 山下憲一     | 澤井幸次   | 立仙裕俊 | 大槻南雄、本田辰夫、松本勝次 八代きみ子、山本亮介           | 大島美和        |
| 第六節         | ある「スキャンダル」の覚え書き   | ガクカワサキ | 島津裕行   | 小柴純弥 | 竹森由加、飯飼一幸                                          | 原友樹          |
| 第七節         | 妖しき刃「眠目さとり」           | ガクカワサキ | 池端隆史   | 門田英彦 | 橋本真希、向川原憲、川添亜希子 權容祥                       | 滝本祥子        |
| 第八節         | 彼氏彼女オネエの「事情」         | 下山健人     | 澤井幸次   | 鈴木拓磨 | 金正男、猿渡聖加、Park I Nam Im Chae Gil                    | 原友樹          |
| 第九節         | 「愛」が壊れた日                 | ガクカワサキ | 竹ノ内和久 | 小柴純弥 | 向川原憲、佐々木幸恵、野道佳代 川添亜希子、林隆洋、橋本真希 | 滝本祥子        |
| 第十節         | 恐ろしき刃「因幡月夜」           | 山下憲一     | 島津裕行   | 矢花馨   | 坪田慎太郎、萩原正人、小川浩司 權容祥、吉田肇               | 原友樹          |
| 第十一節       | 胸に残るあの日の「弾丸」         | 山下憲一     | 渡部高志   | 福多潤   | 竹森由加、飯飼一幸、八代きみこ                              | 原友樹 大島美和 |
| 第十二節       | 少女達の「マキャヴェリズム」     | 下山健人     | 橘秀樹     | 橘秀樹   | 原友樹、橋本真希、川添亜希子 重松佐和子                     | 滝本祥子        |
| 第十三節 (OVA) | ドキッ！「五剣だらけ」の慰安旅行 | 下山健人     | 橘秀樹     | 橘秀樹   | 飯泉俊臣、滝本祥子                                          | 滝本祥子        |

### 放送局
| 放送期間                | 放送時間                     | 放送局      | 対象地域 | 備考                      |
| ----------------------- | ---------------------------- | ----------- | -------- | ------------------------- |
| 2017年4月5日 - 6月21日  | 水曜 23:00 - 23:30           | AT-X        | 日本全域 | CS放送 / リピート放送あり |
| 2017年4月6日 - 6月22日  | 木曜 1:35 - 2:05（水曜深夜） | TOKYO MX    | 東京都   |                           |
| 2017年4月7日 - 6月23日  | 金曜 1:30 - 2:00（木曜深夜） | KBS京都     | 京都府   |                           |
| 2017年4月8日 - 6月24日  | 日曜 2:50 - 3:20（土曜深夜） | テレビ愛知  | 愛知県   |                           |
| 2017年4月11日 - 6月27日 | 火曜 3:00 - 3:30（月曜深夜） | BS11        | 日本全域 | BS放送 / 『ANIME+』枠     |
| 2017年4月13日 - 6月29日 | 木曜 2:00 - 2:30（水曜深夜） | サンテレビ  | 兵庫県   |                           |
| 2017年4月14日 - 6月30日 | 金曜 3:00 - 3:30（木曜深夜） | TVQ九州放送 | 福岡県   |                           |

| 配信開始日    | 配信時間         | 配信サイト |
| ------------- | ---------------- | --- |
| 2017年4月9日  | 日曜 12:00 更新  | dアニメストア |
| 2017年4月16日 | 日曜 0：00 更新  | GYAO!ストア フジテレビオンデマンド |
|               | 日曜 1:30 - 2:00 | AbemaTV 新作アニメch |
|               | 日曜 10:00 更新  | DMM.com |
|               | 日曜 12:00 更新  | Rakuten SHOWTIME ひかりTV バンダイチャンネル hulu U-NEXT アニメ放題 J:COM オン デマンド ビデオパス ビデオマーケット ムービーフルPlus PlayStation Store |
| 2017年4月17日 | 月曜 0:30 - 1:00 | ニコニコ生放送 |
|               | 月曜 1:00 更新   | ニコニコチャンネル |
| 2017年4月20日 | 木曜 12:00 更新  | HAPPY！動画 |

### BD / DVD
| 巻 | 発売日         | 収録話          | 規格品番  | 規格品番   |
| 巻 | 発売日         | 収録話          | BD限定版  | DVD限定版  |
| -- | -------------- | --------------- | --------- | ---------- |
| 1  | 2017年6月28日  | 第1話 - 第2話   | KAXA-7511 | KABA-10534 |
| 2  | 2017年7月26日  | 第3話 - 第4話   | KAXA-7512 | KABA-10535 |
| 3  | 2017年8月23日  | 第5話 - 第6話   | KAXA-7513 | KABA-10536 |
| 4  | 2017年9月27日  | 第7話 - 第8話   | KAXA-7514 | KABA-10537 |
| 5  | 2017年10月25日 | 第9話 - 第10話  | KAXA-7515 | KABA-10538 |
| 6  | 2017年11月29日 | 第11話 - 第12話 | KAXA-7516 | KABA-10539 |

### Webラジオ
『武装少女マキャヴェリズム すくすく矯正するらじお！』は、2017年4月6日から7月27日まで音泉にて毎週木曜日に配信された番組。第1回はニコニコ動画・YouTubeの＜音泉＞チャンネルでも配信された。番組各回での1週間の再生回数が4万回を下回ると当番組が即打ち切りになる独自ルールがあったが、下回ることは無く規定通り全15回で終了した。
パーソナリティは鬼瓦輪役の高田憂希、亀鶴城メアリ役の北原沙弥香、眠目さとり役の西田望見。また、番組のプロデューサー的な存在として出演している納村不道役の畠中祐（通称：畠中P）が、パーソナリティ3人を人気声優にするべく収録ブース内外から指示を出していた。
ゲスト
- 第9回 - 太田哲治（増子寺楠男役）
- 第10回 - 藤田咲（キョーボー役）
- 第13回 - 日岡なつみ（因幡月夜役）

コーナー
- ふつまだ - ふつおたコーナー。
- 畠中Pプレゼンツ！強制！魔弾を克服せよ！ - リスナーから募集した無茶振り（魔弾）を畠中が企画化し、パーソナリティ3人が挑戦して克服していく。
- 必殺！だいたい放送禁止！ - リスナーから必殺技名になりそうな放送禁止用語に類似した言葉を募集し、番組ジングルとして発表する。
- 鬼瓦憂希をチョロカワに矯正！ - リスナーから高田が喜びそうなセリフを募集。
- 死ぬほど物知りでしてよ - 北原がリスナーから募集した回りくどい説明文を読み、それが何を説明しているのかを当てる。
- 望見ママの「かみスナック」 - 西田をスナックのママに見立て、リスナーの悩み相談を解決していく。
- キミのこと、大嫌い♪ - パーソナリティから嫌われるようなネタをリスナーから募集して発表し、西田が眠目さとりのセリフ「大嫌い♪」を言って締める。

武装少女マキャヴェリズム すくすく矯正するらじお！非「公開録音」イベント AP達の「マキャヴェリズム」 胸に残るあの日の「魔弾」を俺達はまだ知らない。
- 開催日 - 2017年8月19日
- 会場 - 科学技術館 サイエンスホール

ラジオCD「武装少女マキャヴェリズム すくすく矯正するらじお！」
- 販売日 - 2017年8月11日
- 内容 - 新規録り下ろしラジオ + 過去配信（第1回 - 第15回）

## ASMR
ASMRボイスドラマ作品が、「DLsite」をはじめ、「mimicle」や「ポケットドラマCD」等といったサービスにてダウンロード販売の形で発売された。
- 武装少女マキャヴェリズム 堅物風紀委員長がべったべたにお世話してくれるASMR 鬼瓦輪（2020年11月26日発売[20]）
- 武装少女マキャヴェリズム ほんのりSっ気のある金髪お嬢様が焦らして遊んでたっぷり気持ちよくしてくれる泡泡ASMR 亀鶴城メアリ（2020年12月29日発売[21]）
- 武装少女マキャヴェリズム のじゃロリ先輩といちゃいちゃ一泊二日温泉旅行でASMR 花酒蕨（2021年1月28日発売[22]）
- 武装少女マキャヴェリズム 小悪魔な双子姉妹に挟まれてべっとりねっとりイタズラされちゃうASMR 眠目さとり（2021年2月26日発売[23]）
- 武装少女マキャヴェリズム ロリ師匠と愛弟子のお泊り旅行ははじめてのことばっかりでビックリですASMR 因幡月夜（2021年3月29日発売[24]）
- 武装少女マキャヴェリズム ドSな女帝に監禁されて骨の髄まで愛されるASMR 天羽斬々（2021年9月25日発売[25]）